# Средний Егорлык (река)
Сре́дний Егорлы́к — река в Ростовской области России, левый приток реки Западный Маныч (бассейн Дона). Длина 129 (по др. данным 137) км, площадь водосборного бассейна 2358 км².
На левом берегу реки расположена балка Хлебная.

## Течение
Начинается на слегка возвышенной равнине и протекает в неглубоком русле, извивающемся среди широкой долины. Течёт по Кумо-Манычской впадине, впадает в Пролетарское водохранилище. Протекает по территории Егорлыкского, Целинского и Сальского районов Ростовской области.

## Водный режим
Река питается исключительно атмосферными осадками, в основном снегом, вследствие чего сток происходит в короткий период весеннего таяния снега, а в остальное время года река почти бессточна (пересыхает на 1—2 месяца), несколько оживляясь после прохождения длительных дождей. По реке и её притокам устроено значительное числа водохранилищ, искажающих характер водного режима. Среднегодовой расход воды — в 19 км от устья 0,7 м³/с.

## Экологическое состояние
Вода реки на протяжении последних лет относилась к 4 классу (разрядам «Б» и «В»), что соответствует категории «грязная» и «очень грязная». Также за период 2000—2019 гг. УКИЗВ Среднего Егорлыка выше Сальск был меньше, чем УКИЗВ ниже его.
| Период    | 0,5 км выше г. Сальск | 0,5 км выше г. Сальск | 0,5 км выше г. Сальск | 0,5 км выше г. Сальск | 1 км ниже г. Сальск | 1 км ниже г. Сальск | 1 км ниже г. Сальск | 1 км ниже г. Сальск |
| Период    | УКИЗВ                 | Класс разряд          | Название              | КПЗ                   | УКИЗВ               | Класс, разряд       | Название            | КПЗ                 |
| 2000-2004 | 5.3                   | 4Б                    | Грязная               | -                     | 5.79                | 4В                  | Очень грязная       | Mg, Cl, SO4         |
| 2005-2009 | 6.6                   | 4В                    | Очень грязная         | Mg, SO4, NO2          | 7.08                | 4Г                  | Очень грязная       | Mg, SO4, NO2        |
| 2010-2014 | 5.6                   | 4Б                    | Грязная               | Mg, SO4               | 6.13                | 4Б                  | Грязная             | Mg, SO4             |
| 2015-2019 | 5.5                   | 4Б                    | Грязная               | Mg, SO4               | 5.82                | 4Б                  | Грязная             | Mg, SO4             |

Среди критических показателей загрязненности (КПЗ) выделяются сульфаты и магний. Причины их поступление в воды реки — характер подстилающих горных пород и почвы, а также сброс загрязненных сточных вод и поверхностный сток с сельскохозяйственных угодий, занимающих большую часть водосборной территории реки Средний Егорлык. На фоне сокращение выпадения атмосферных осадков происходит засоление почв и увеличение роли грунтовых и подземных вод в питании реки.

## Населённые пункты
- х. Матросский
- ст. Новороговская
- с. Средний Егорлык
- х. Дачный
- х. Чичерин
- х. Новодонской
- с. Лопанка
- ст. Сладкая Балка
- пос. Малая Роща
- пос. Сеятель Южный
- с. Сысоево-Александровское
- пос. Широкие Нивы
- с. Кручёная Балка
- пос. Приречный
- х. Бровки
- пос. Агаренский
- г. Сальск
- пос. Конезавод имени Будённого
- с. Шаблиевка
- с. Екатериновка
- х. Красная Долина †

## Притоки
- Каменная балка — (п)